# Ibimirim (kommun)
Ibimirim är en kommun i Brasilien.   Den ligger i delstaten Pernambuco, i den östra delen av landet, 1 400 km nordost om huvudstaden Brasília. Antalet invånare är 26 959.
Följande samhällen finns i Ibimirim:
- Ibimirim
- Carnaíba

Omgivningarna runt Ibimirim är huvudsakligen savann. Runt Ibimirim är det glesbefolkat, med 9 invånare per kvadratkilometer.